# Wambeek
Wambeek is een dorp in de Belgische provincie Vlaams-Brabant en een deelgemeente van Ternat, gelegen in het Pajottenland. Wambeek heeft een oppervlakte van 8,55 km² en telde in 2020 2866 inwoners. Wambeek was een zelfstandige gemeente tot aan de gemeentelijke herindeling van 1977.

## Geschiedenis

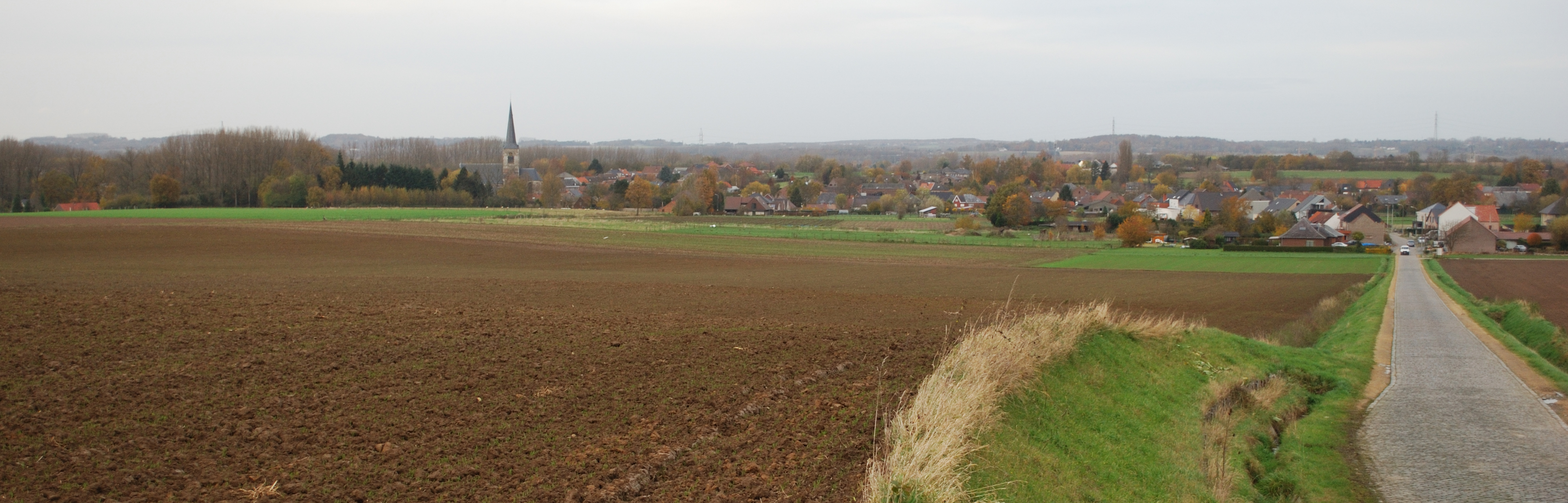
Dorpskern van Wambeek gezien vanaf de heuvelrug in het zuiden (ook gekend als 't Hol)

Wambeek werd in 877 voor het eerst vermeld als Wambacem. Het was een deel van het domein van Nijvel, eerst in de Brabantgouw, later in het hertogdom Brabant.
Hoogstwaarschijnlijk hoorde Wambeek samen met Lennik en Gooik bij de abdij van Nijvel sinds de stichting in de 7e eeuw, in de tijd van de Merovingers. Doordat de abdissen hun eigendomsrecht tegenover opdringerige wereldlijke heersers wilden bewijzen wordt Wambeek in verscheidene vroege koninklijke en keizerlijke oorkonden vermeld. In 1003 stelde de keizer de graaf van Leuven tot beschermheer aan van de abdij van Nijvel met het domein Lennik-Wambeek-Gooik. Daardoor hoort Wambeek bij de oudste westelijke gebiedsuitbreiding van de Leuvense graven. In de 12e eeuw legden de heren van Wezemaal, vazallen van de hertog, beslag op alle woeste gronden en bossen, ten nadele van de abdij van Nijvel. Op dat ogenblik waren Ternat en Sint-Katherina-Lombeek nog gehuchten van Wambeek.
Tot het midden van de 14e eeuw strekte de meierij van Wambeek zich uit over een gebied gaande van Sint-Katherina-Lombeek in het westen tot Ganshoren en Anderlecht in het oosten. Toen werd de meierij van Wambeek toegevoegd aan die van (Sint-Genesius-)Rode. Dit betekent dat Wambeek, Ternat en Sint-Katherina-Lombeek in tijd van het hertogdom gerechtelijk niet met het Land van Gaasbeek of dat van Asse verbonden waren.
Hoewel het gehucht Ternat door de machtsuitbreiding van de heren van Kruikenburg al vanaf de 14e eeuw meer inwoners telde dan Wambeek zelf en groter van oppervlakte werd, bleef Wambeek toch tot nog zeer lang de zetel van de schepenbank van de heerlijkheid.
Kerkelijk ressorteerde Wambeek tot 1559 onder het oude bisdom Kamerijk. Vanaf de 11e eeuw maakte het er deel uit van de dekenij Halle in het aartsdiakenaat Brabant. De Sint-Remigiuskerk was reeds bekend in 1059 als godshuis (Wambecca cum ecclesia). De Onze-Lieve-Vrouweparochie, later Sint-Gertrudisparochie van Ternat bleef nog lang ondergeschikt aan de Sint-Remigiuskerk van Wambeek.
Na de opheffing van de heerlijkheid Kruikenburg, in het Kwartier van Brussel, door de Fransen op het einde van de 18e eeuw, werd Wambeek een aparte gemeente, die in 1976 fuseerde met Ternat en Sint-Katherina-Lombeek.

### Wambeek tijdens de Eerste Wereldoorlog
De Duitse troepen  vielen Wambeek binnen vanuit Schepdaal en op 7 augustus 1914 werd op de gemeenteraad akte genomen van de 'staat van beleg'. De bezetter eiste landbouwgewassen, materiaal, dieren en voedsel op en om de hoogste noden op te vangen oorlog werd er een lokaal hulpcomité opgericht dat als belangrijkste taak had de bevolking te voorzien van kleding, soep, schoolmaaltijden edm.
63 soldaten afkomstig uit Wambeek streden aan het front tijdens de Groote Oorlog. De bekendste onder hen is Jan Frans Schoonjans (1891-1918) die tijdens een bombardement getroffen werd door obusscherven en overleed te Nieuwpoort. In totaal stierven 12 Wambekenaren aan het front.
In de gemeente werden tijdens het laatste oorlogsjaar Engelse krijgsgevangen door de Duitsers vastgehouden in de school.
Private Brown

Op het kerkhof is een memoriaal aanwezig voor een Engelse soldaat Brown - op het monument als Browm geschreven, die op 18 november 1918 als krijgsgevangene overleed. Er bestaat echter weinig duidelijkheid over de identiteit van deze soldaat. Zo zou hij gestorven zijn in het rusthuis van de Zusters der Barmhartigheid aan de Spaanse Griep. Echter bij de  Britse Commonwealth War Graves Commission is geen persoon gekend onder deze naam. Archiefonderzoek naar aanleiding van 100 jaar WOI bracht aan het licht dat het zou kunnen gaan om Ronald Barbour.

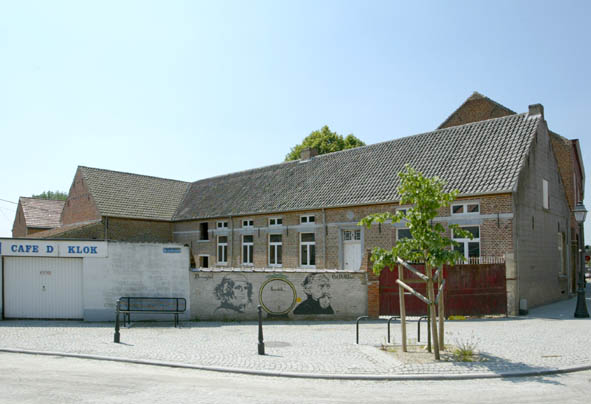
De muurschildering in de dorpskom (1978)

### Wambeek als meest landelijke deelgemeente
De nationale fusie van gemeenten stootte op veel weerstand, zo ook in Wambeek. De gemeente zag haar typisch karakter bedreigd door de samenvoeging met het meer stedelijk gerichte Ternat en onder de bevolking ontstond een nostalgisch verlangen naar het landelijke en kleine dorp van toen. Als reactie hierop werd in 1978 het ‘Jaar van het dorp’ georganiseerd in tal van Vlaamse gemeenten, waaronder ook in Wambeek waar toen de eerste Wammekse Feesten plaatsvonden. In de dorpskern werd dat jaar ter illustratie van het landelijke en nostalgische Pajotse karakter van de gemeente een muurschildering van Bruegel aangebracht in het straatbeeld.
Ook in 2020 is Wambeek de dunst bevolkte deelgemeente. Zo telt ze minder dan één vijfde van het aantal inwoners van fusiegemeente Ternat (15994) terwijl haar oppervlakte ruim 35% van het totale grondgebied bedraagt.

## Wijken van Wambeek
Naast de dorpskern wordt Wambeek gekenmerkt door verschillende wijken die elk hun eigen identiteit dragen. Deze worden hoofdzakelijk bepaald door de geografische locatie ten opzichte van het centrum, de aanwezige waterlopen en de Assesteenweg, een oude Romeinse heirbaan die de gemeente in twee delen snijdt. Het typische karakter van de verschillende wijken wordt onder meer tijdens de Wammekse Feesten in de kijker gezet en gecultiveerd.

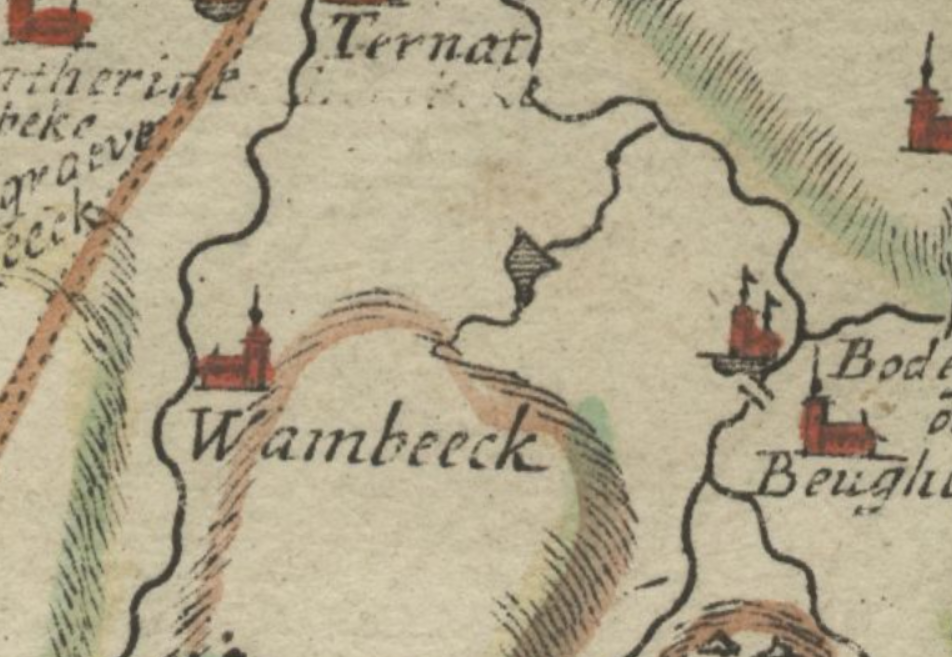
Wambeek zoals getekend op de kaart van Fricx (1712)

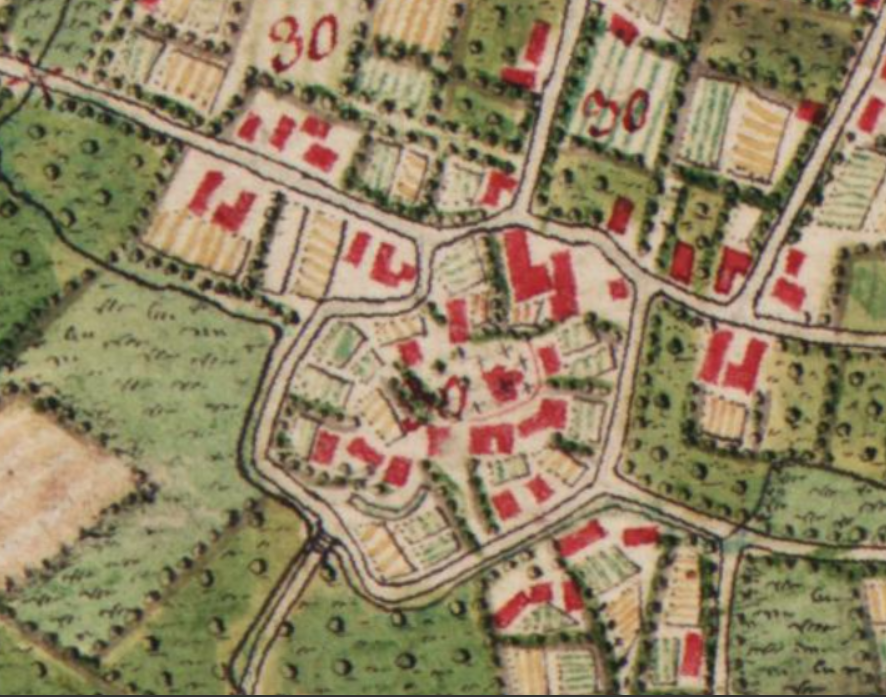
Wambeek zoals getekend op de Ferrariskaart (1771-1778)

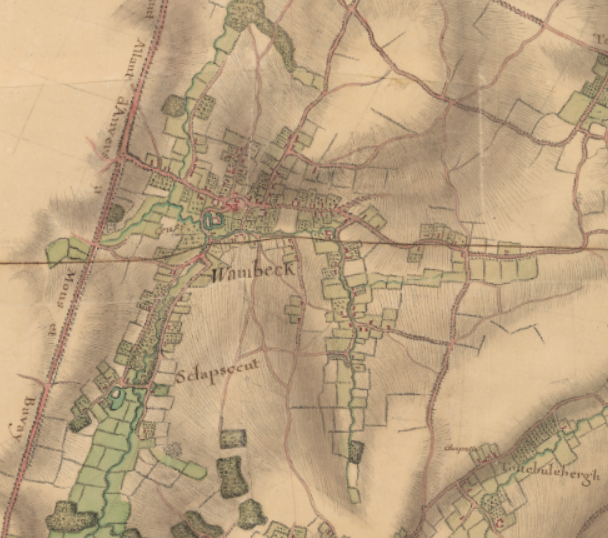
Wambeek zoals getekend op de Villaretkaart (1745-1748)

### Dorp
Het centrum van Wambeek wordt hoofdzakelijk bepaald door het beschermde dorpszicht wat in 2003 opnieuw werd ingericht. Het is ingericht rondom de kerk met aanhorend kerkhof en bevat de oudste gebouwen van de gemeente. Hier vinden ook de meeste commerciële activiteiten plaats, alsook het gemeentelijk onderwijs wordt hier sinds 1868 ingericht. De belangrijkste straten zijn de Pol de Mont-straat, de Potgieter en de Stenebrug die overgaat in de Langestraat.

#### Pol de Montstraat
De Pol de Montstraat werd in 1978 ingericht naar aanleiding van de eerste Wammekse Feesten. De straat, omschreven door Frans Du Mong als "een spinnenweb van straten" verving toen de Kerk Straete, (1850) de Kam Straet (1866) en de Kerkhofstraet (1894). De straatnaam brengt een hulde aan de dichter Pol de Mont wiens geboortehuis in het centrum van Wambeek gelegen is.
Etymologisch betekent de naam Mont "voogd" of "grootspreker".

#### Potgieter

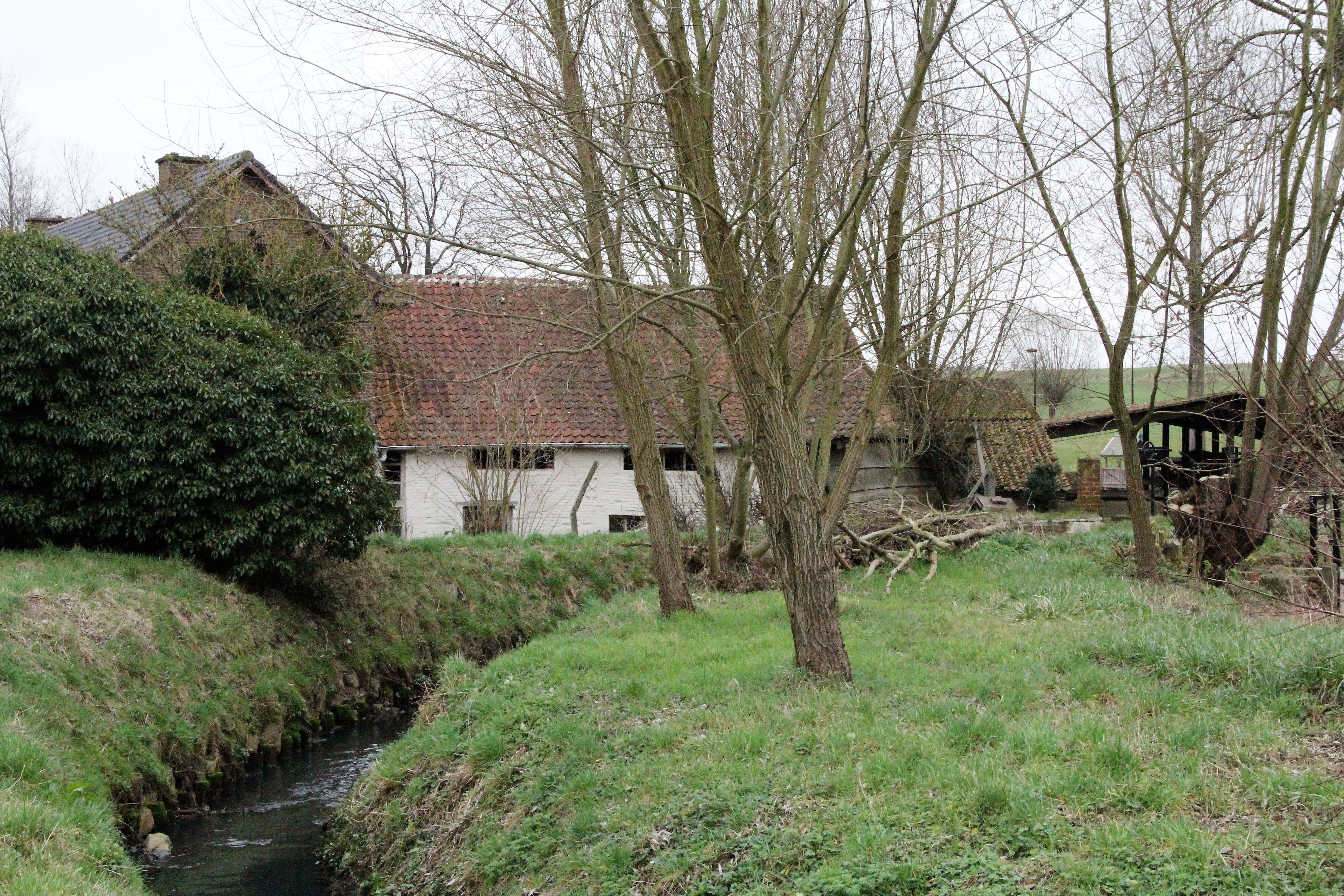
De Klapscheutbeek, bepalend voor de wijk Klapscheut

De Potgieter vormt de zuidelijke grens van de wijk Dorp en is een van de oudste straten. In de straat was onder meer sinds 1685 de kamhoeve Vander Straeten gelegen waar tot 1826 ook brouwactiviteiten doorgingen. In 1845 was deze straat gekend onder de naam Kamstraat, verwijzend naar deze hoeve. Verwijzend naar de activiteiten, verwijst de naam naar "koperslager" hetgeen refereert naar de brouwketels.
Het zuidelijke deel van de straat heette oorspronkelijk Paeyelos (1229) al wordt in sommige documenten ook Breydestraet vermeld (1860).

### Klapscheut
De wijk Klapscheut (Clapschetten in 1604, Klapsheet in 1716) ontleent in 2020 haar naam aan de Klapscheutbeek (voorheen Molenbeek) en de gelijknamige Klapscheutmolen en is de meest zuidelijk gelegen wijk. Het gebied en de bijhorende straat waren in de 17de eeuw al gekend onder de naam Wech naer Clapschetten. De naam zou verwijzen naar "klapmolen" en dus naar de molen die in 1777 op de Ferrariskaart vermeld werd als "Moulin ten Bergh".

### Oostelijk gedeelte

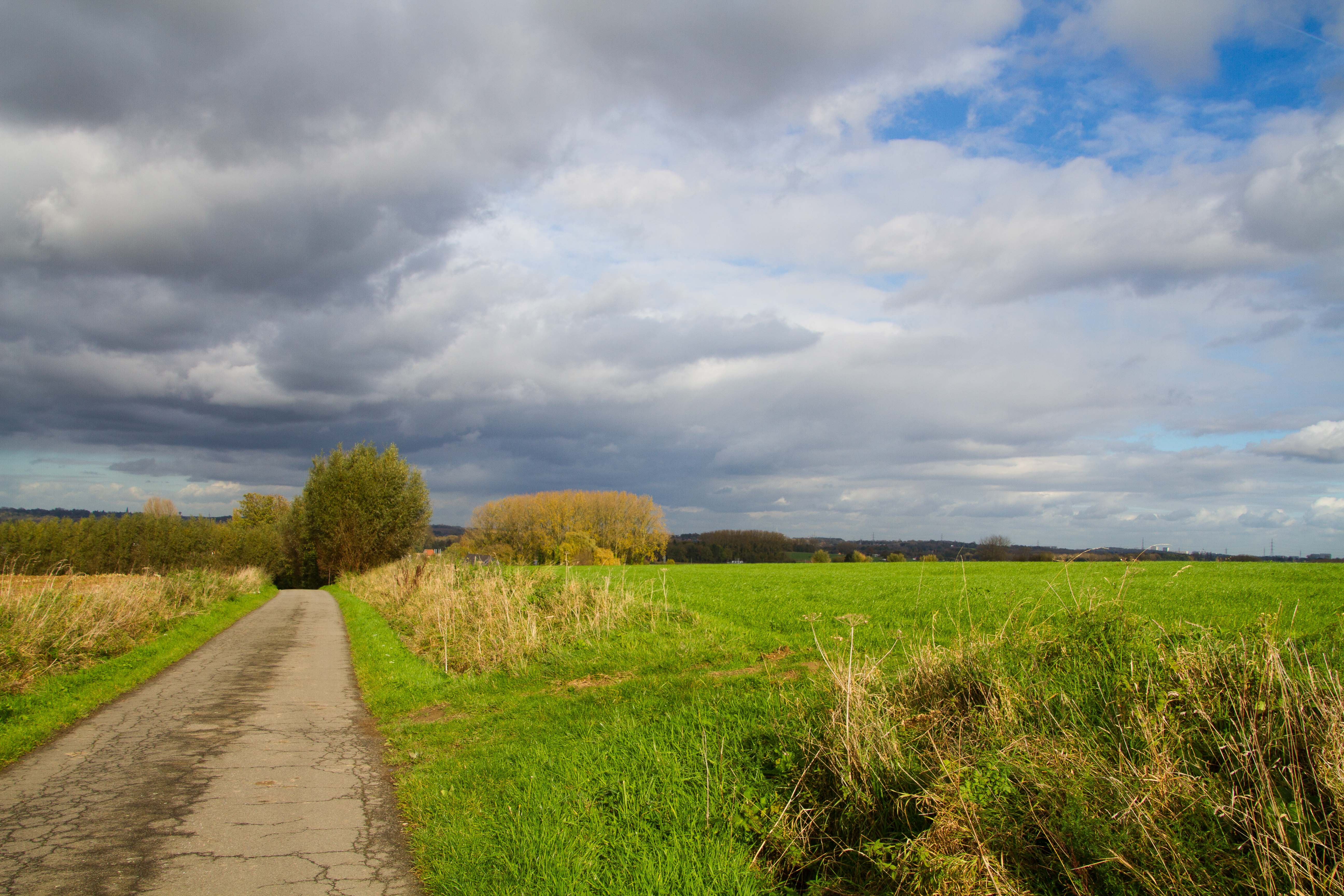
Schapenbaan

De oostelijke wijken ontlenen anno 2020 hun namen aan de belangrijkste straten gelegen in dit deel van Wambeek: Droge Weide en Lange-Pijpe.
Droge Weide refereert naar de Wasboordbeek. Traditioneel zou hier schaapswol en linnen gewassen worden, waarna het te drogen werd gelegd op de "droogweide". Dit stukje Wambeek stond dan ook gekend als het "Wasbos".
De Langestraat, die de Fossebaan en de Stenebrugstraat vervolgt, snijdt Wambeek langsheen de noord-zuidas doormidden en loopt tot Sint-Pieters-Leeuw. De straat zelf stond in 1604 gekend als  "aende langhestrate". De Pijpelarestraat, een smalle zijstraat van de Langestraat, was in 1604 reeds gekend als Pijphagestraet en refereerde toen naar "omheinde weide". In 1845 was de straat gekend als Pypelaerestraetjen.
Ook het vermelden waard is de Schapenbaan die een oude Nervische heirbaan zou zijn en de kasseistrook 't Hol.

### Overdorp
Overdorp of Devenderp is het gedeelte van Wambeek dat zich ten westen van de Assesteenweg bevindt. De wijk had tot aan de jaren 1960 onder andere een eigen kleuterschool en fanfare (Sint-Rochusfanfare). Door de afgescheiden ligging ten opzichte van het centrum ontstond er een gezonde rivaliteit tussen de centrumbewoners en de inwoners van Overdorp. Dit stuk van Wambeek werd, met uitzondering van de hoeve gelegen in de Loddershoek pas in de 20ste eeuw sterk ontwikkeld. Niettegenstaande zou er in dit gebied reeds een Nervische nederzetting aanwezig geweest zijn ter hoogte van de Dronkenborrestraat. In de 19de eeuw was hier ook een boerderij-brouwerij gevestigd. De Fossebaan die de hoofdstraat van deze wijk vormt, is een van de oudste straten van Wambeek en refereert naar de "fossen" oftewel de steen- en leemgroeven die langsheen de straat waren gelegen in de 11de en 12de eeuw en die in opdracht van de Abdij van Affligem werden geëxploiteerd.

#### Loddershoek
Typerend voor de Loddershoek is de hoeve die sinds 1855 in de straat gelegen is. Dit gedeelte van Wambeek werd bovendien reeds in de middeleeuwen vermeld in de "Rechtskeur van Wambeek" en zou verwijzen naar een plaats waar men aan bosbouw en heideontginning deed.

## Bezienswaardigheden
De dorpskern van Wambeek werd in 1980 beschermd als waardevol dorpsgezicht. In deze zone zijn onder andere volgende beschermde monumenten terug te vinden:
- de Sint-Remigiuskerk
- de pastorie
- geuzebrouwerij De Troch
- geboortehuis van Pol de Mont

Aan de kerk ligt tevens het startpunt van het Pol de Montwandelpad die het centrum van Wambeek ontsluit langsheen een 7,7 km lange route.
Elders in de gemeente zijn volgende sites het vermelden waard omwille van hun historische en/of landschapswaarde:
- de watermolen te Klapscheut
- monument voor stafhouder en verzetsheld Louis Braffort op de plek waar zijn lichaam na de moord op 24 augustus 1944 werd gevonden.
- 't Hol (Op): kassei helling ter hoogte van de Doelstraat[21]

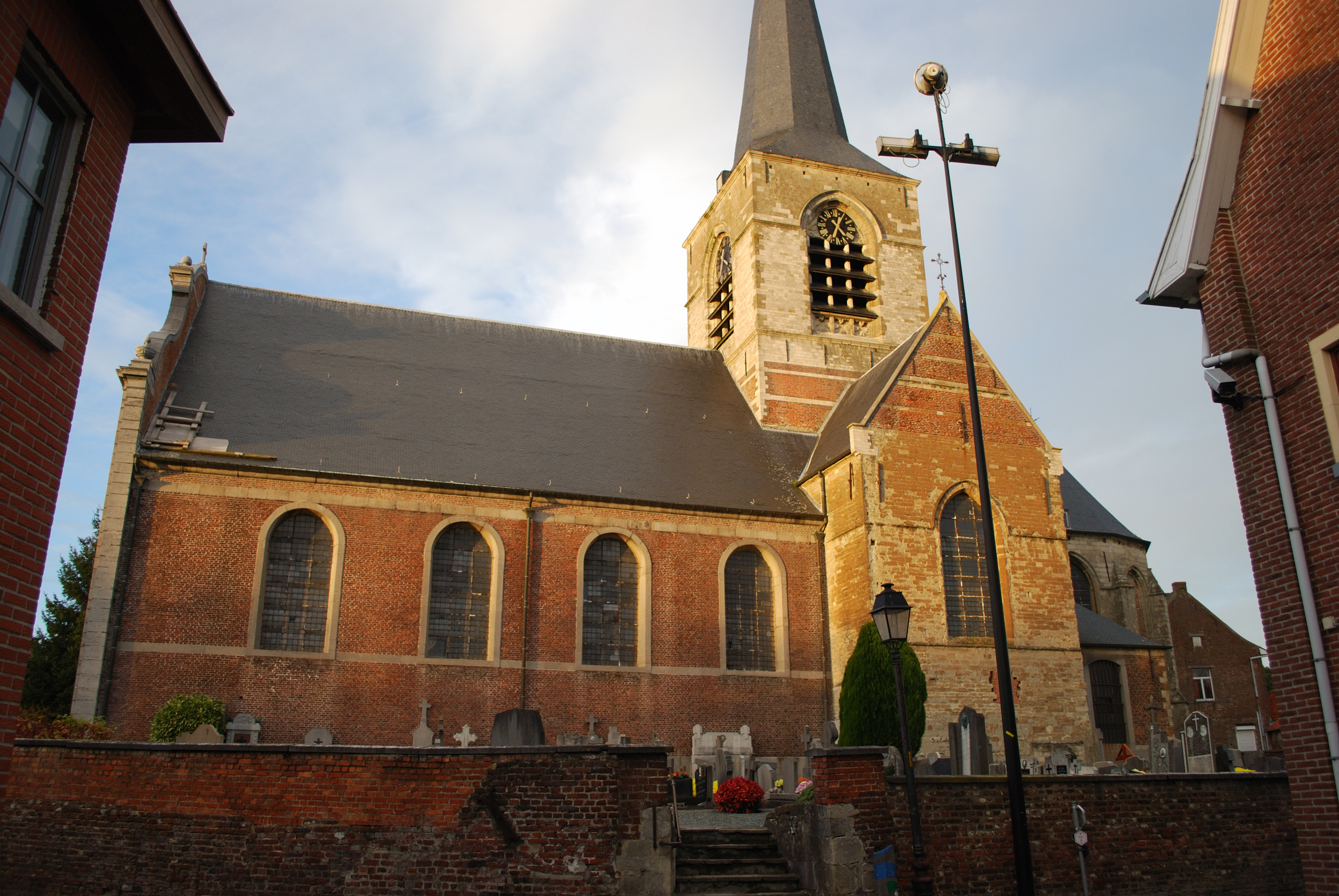
De Sint-Remigiuskerk uit de 17de eeuw.
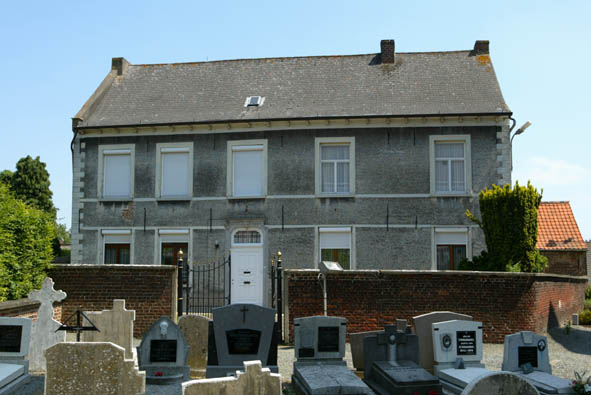
De pastorie
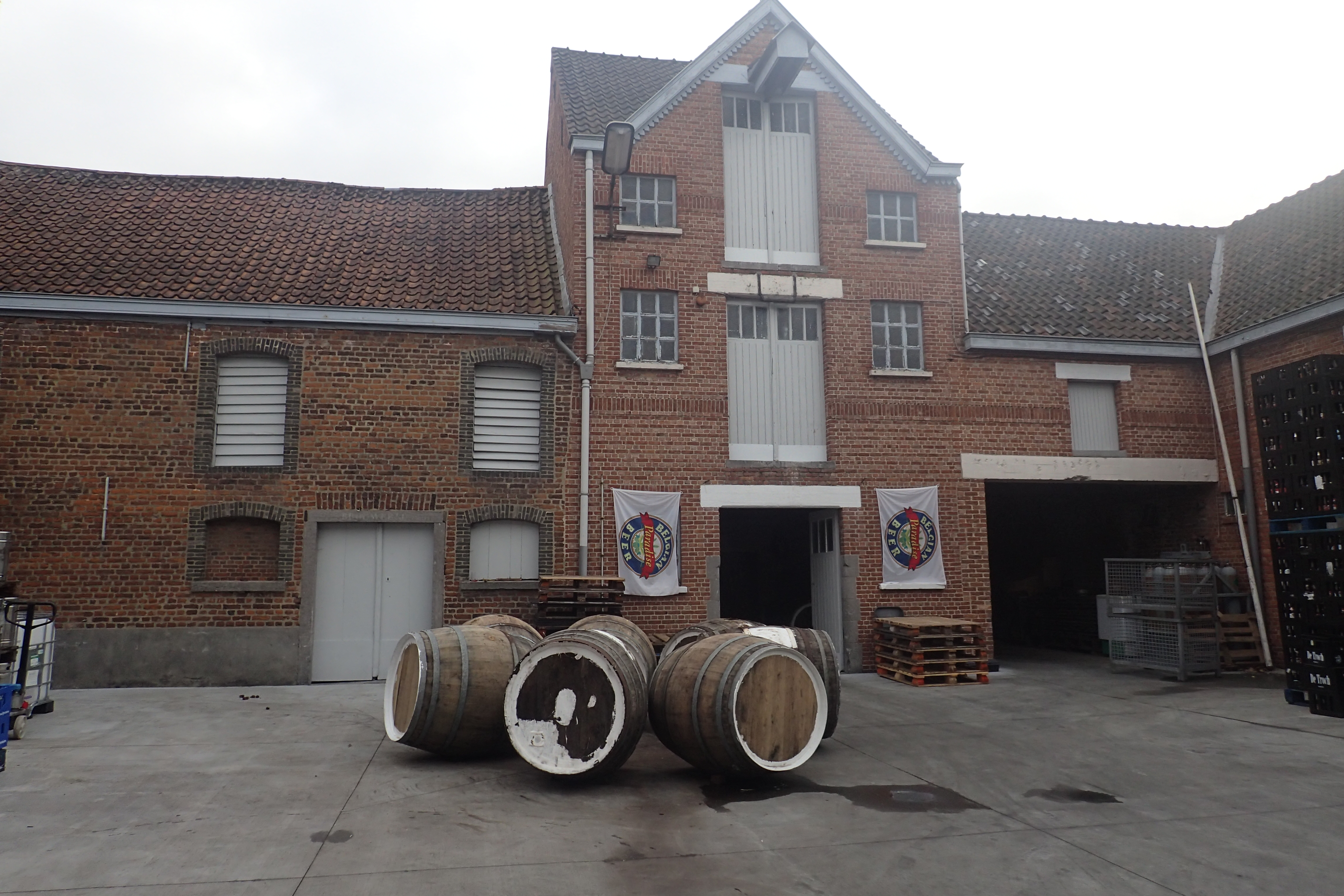
Brouwerij De Troch
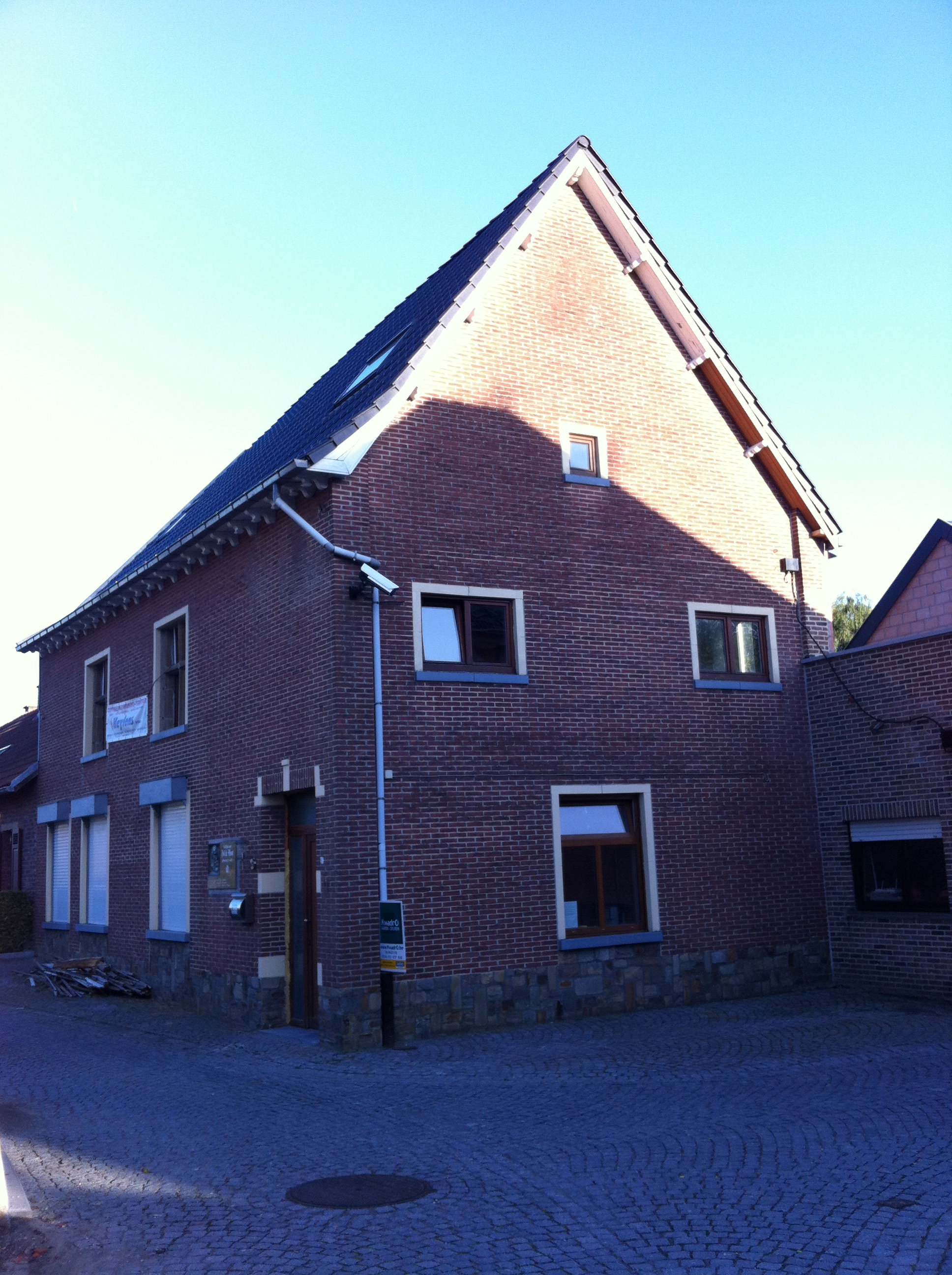
Het geboortehuis van Pol de Mont
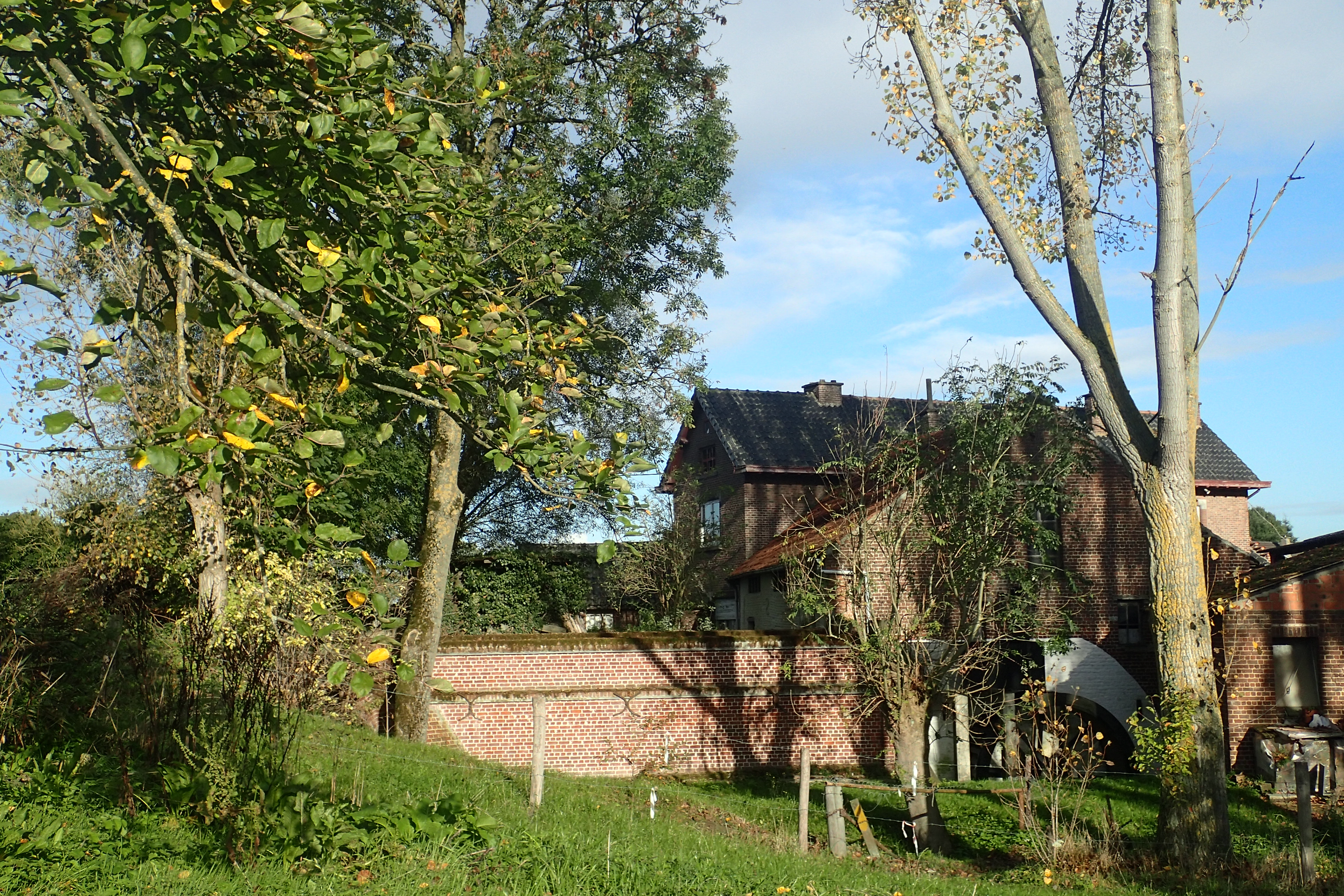
De site van de Klapscheutmolen
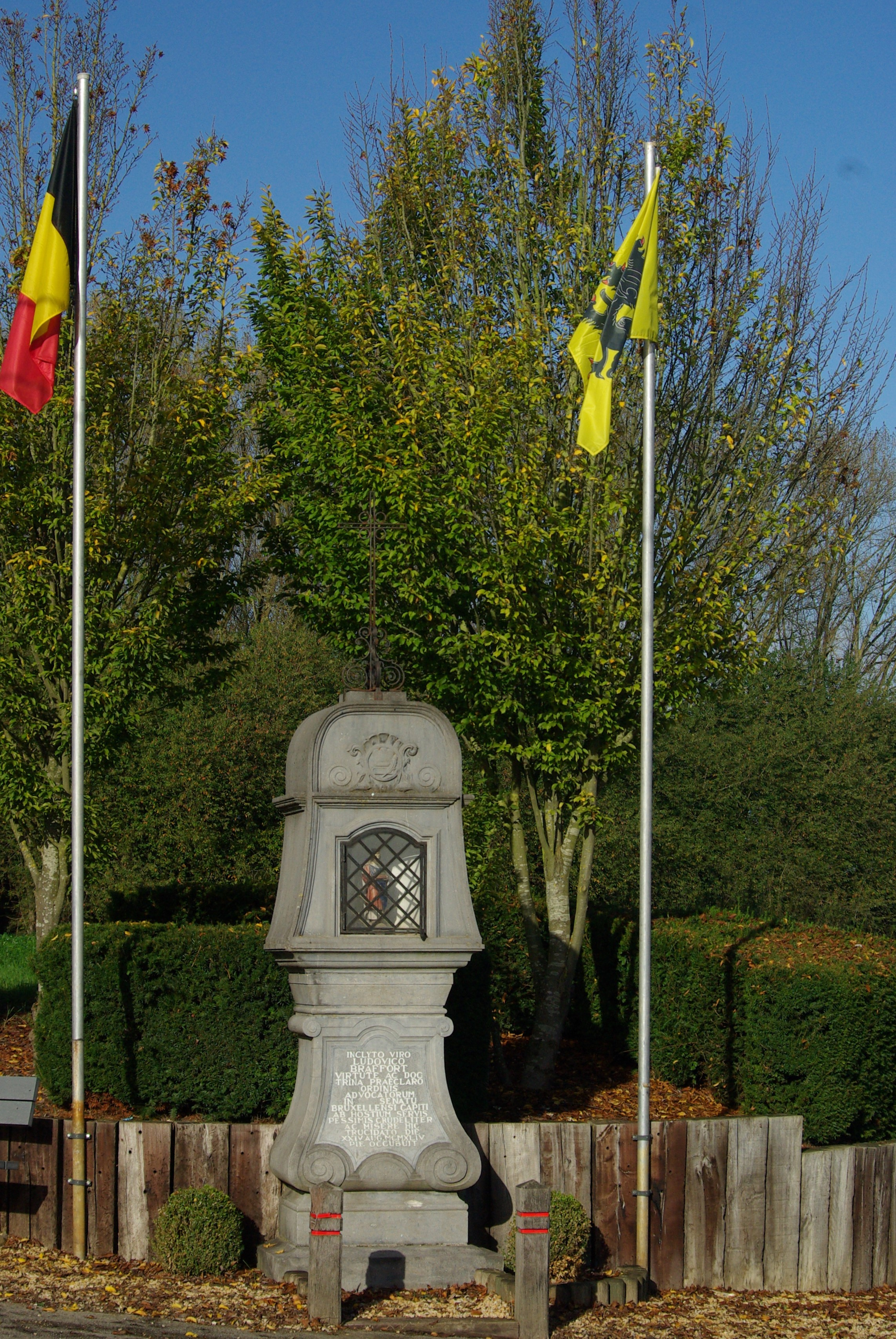
Memoriaal Louis Braffort
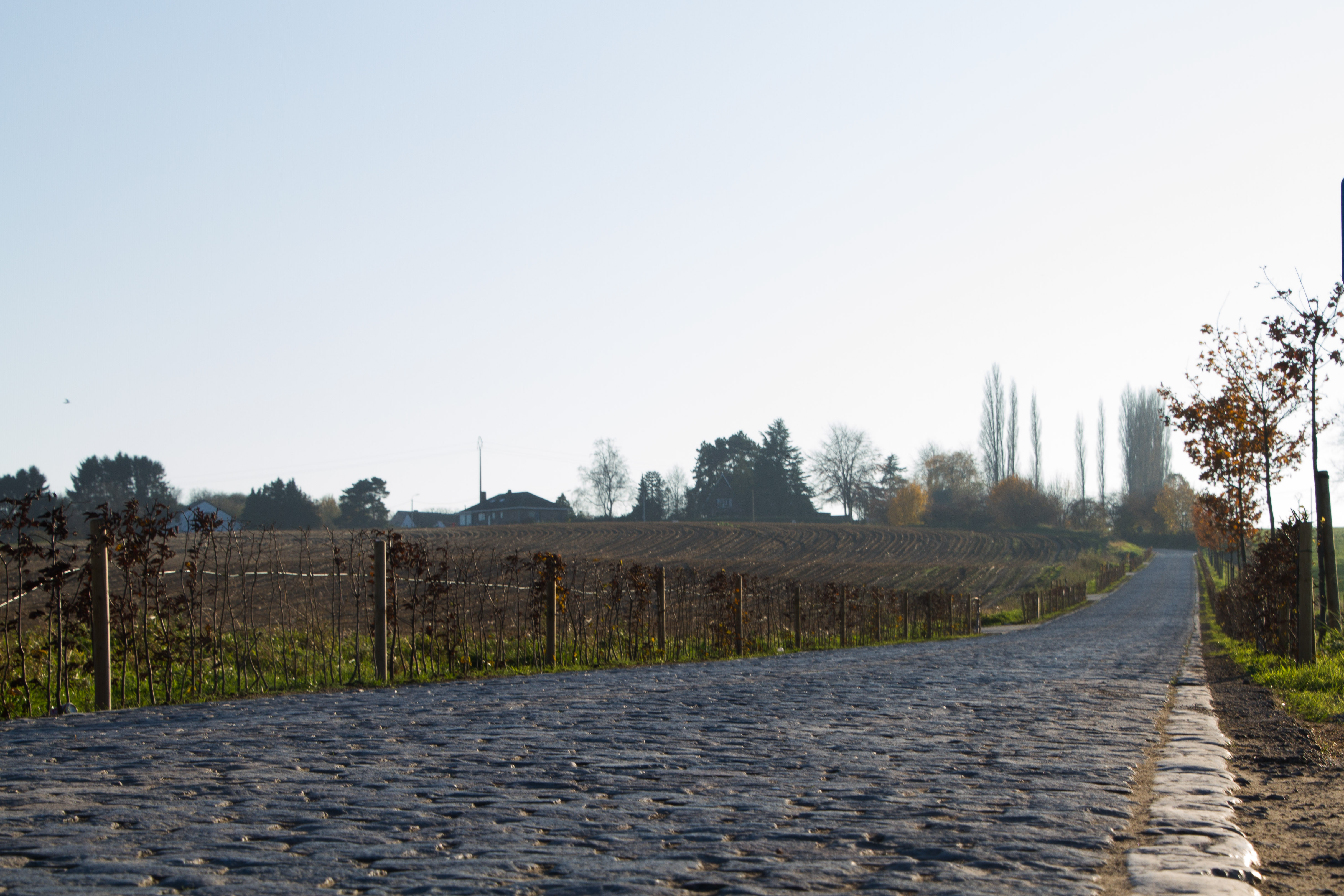
De kasseistrook 't Hol

## Natuur en landschap
Wambeek ligt in het Pajottenland op een hoogte van 20-73 meter. Een belangrijk natuurgebied is Kouterbroeken.

## Demografische ontwikkeling
- Bronnen:NIS, Opm:1831 tot en met 1970=volkstellingen; 1976 = inwoneraantal op 31 december

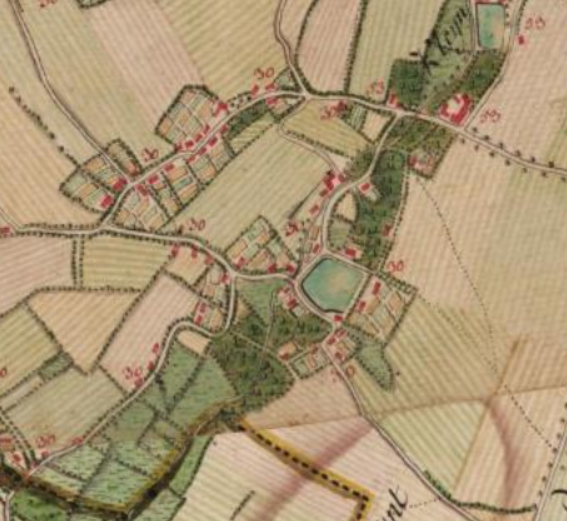
Overdorp zoals getekend op de Ferrariskaart (1771-1778)
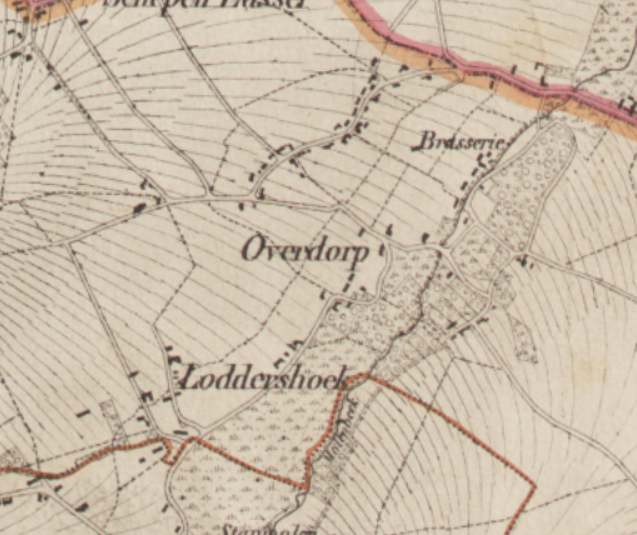
Overdorp zoals getekend op de Vandermaelen kaart (1846-1854): de boerderij-brouwerij staat vermeld als "Brasserie"

##### Pol de Montwandelpad
Ter ere van Pol de Mont werd in 2007 naar aanleiding van Erfgoeddag en de 150ste verjaardag van de dichter het Pol de Montwandelpad ingehuldigd. De wandeling loopt langsheen het geboortehuis van de dichter en doorkruist de verschillende wijken van Wambeek die ten oosten van de Assesteenweg gelegen zijn.

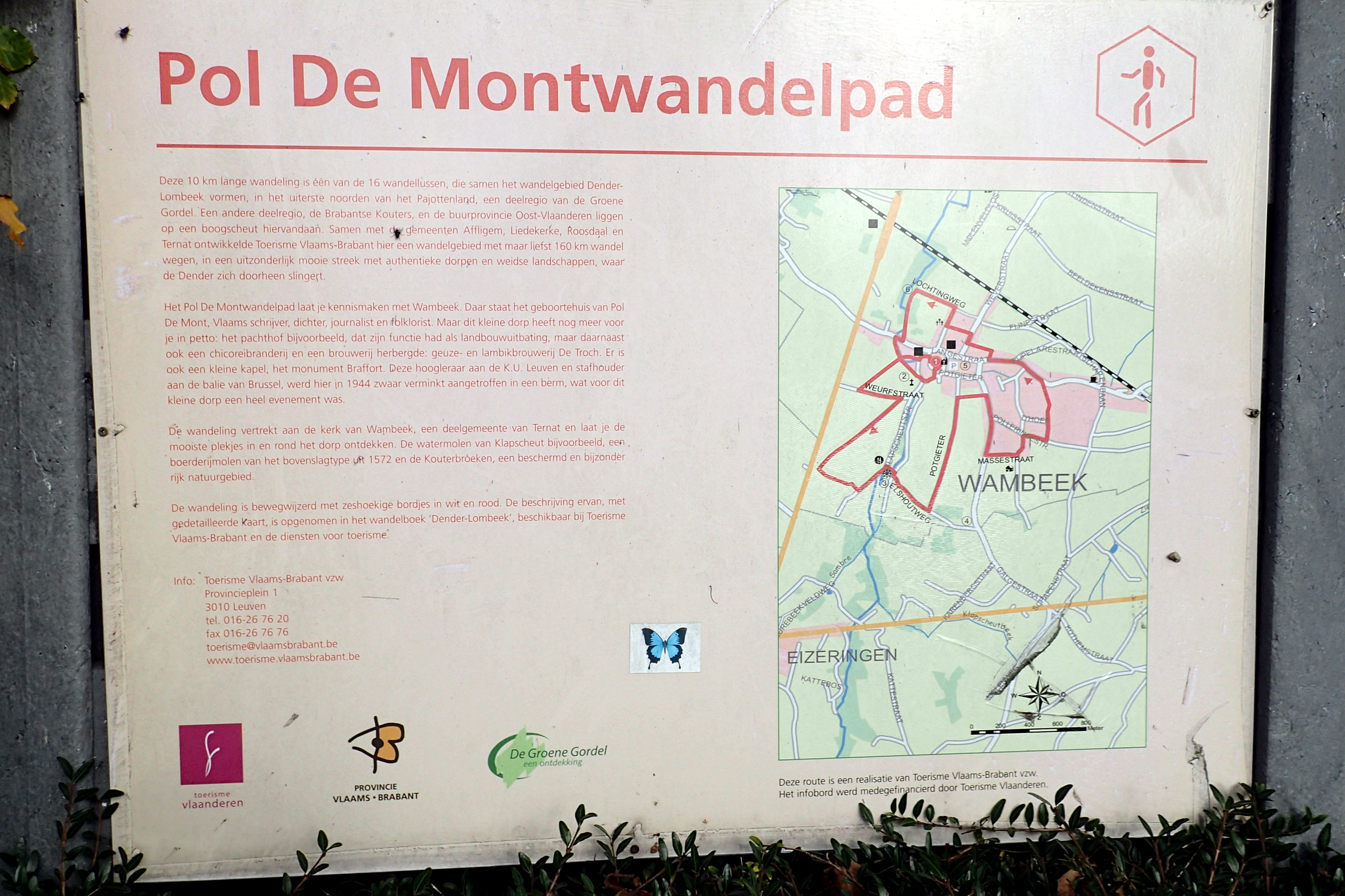
Infobord aan de start (en einde) van de route
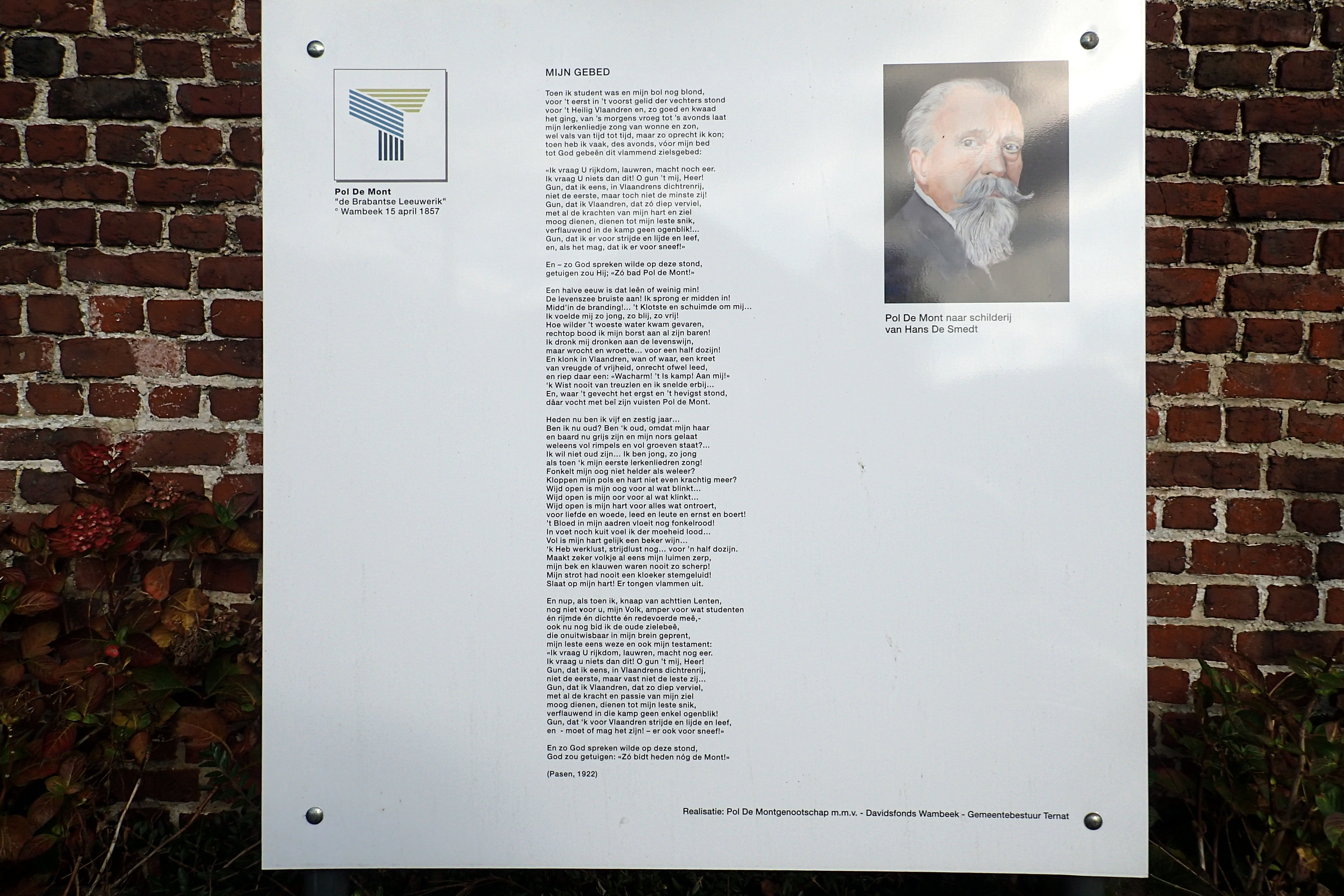
Infobord geplaatst in 2015
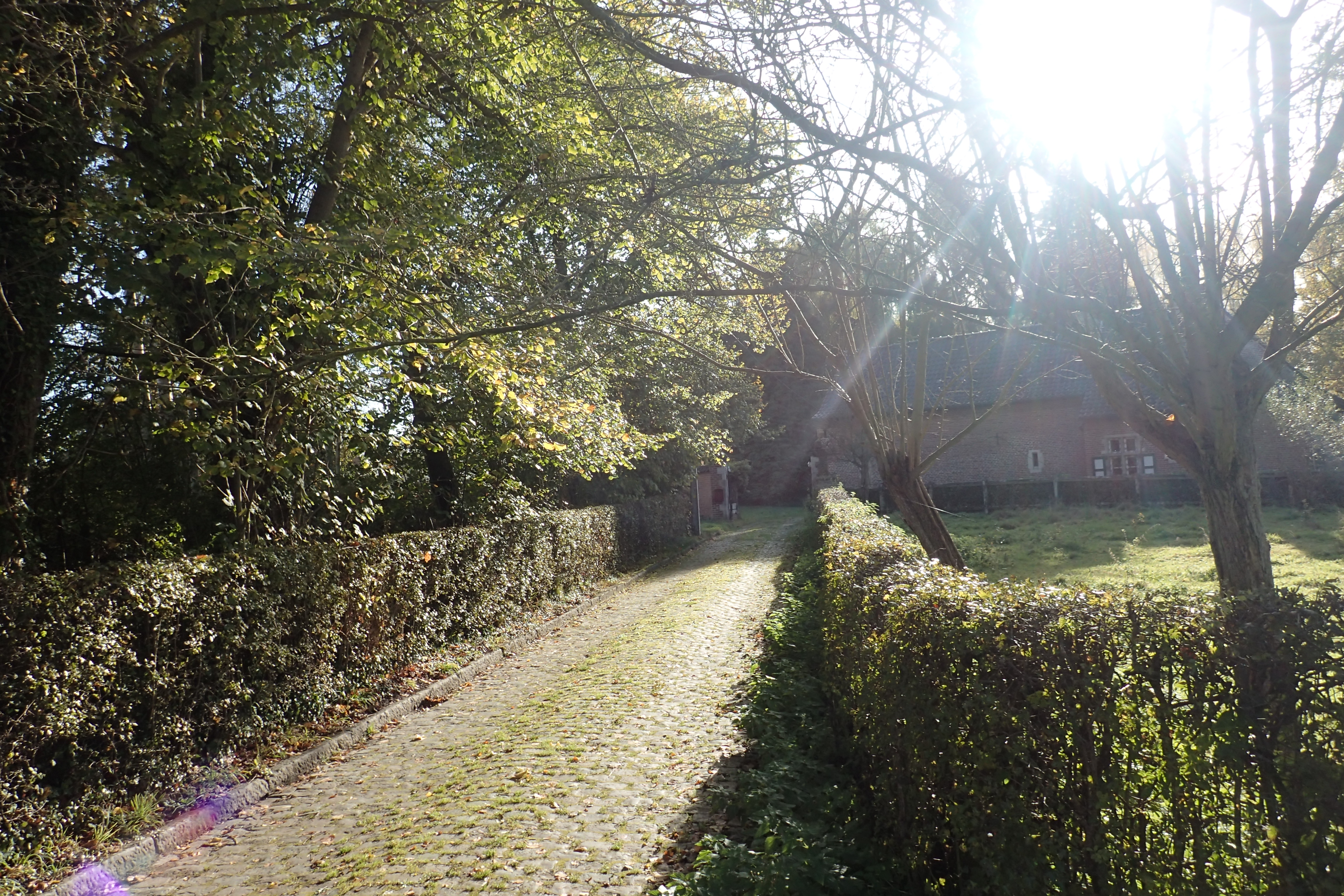
Zicht langsheen de route
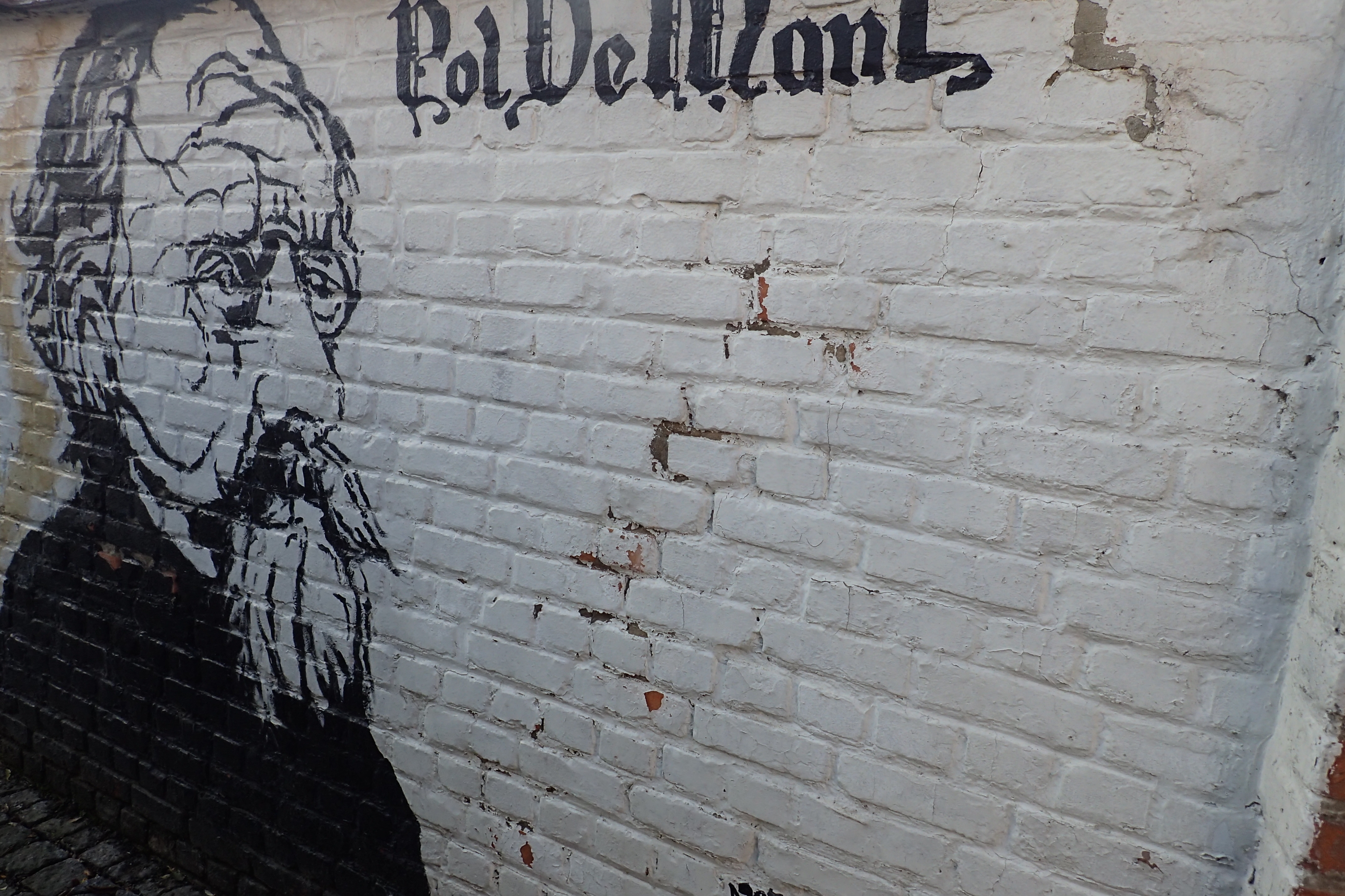
Detail van de muurschildering met de beeltenis van Pol de Mont langsheen de route
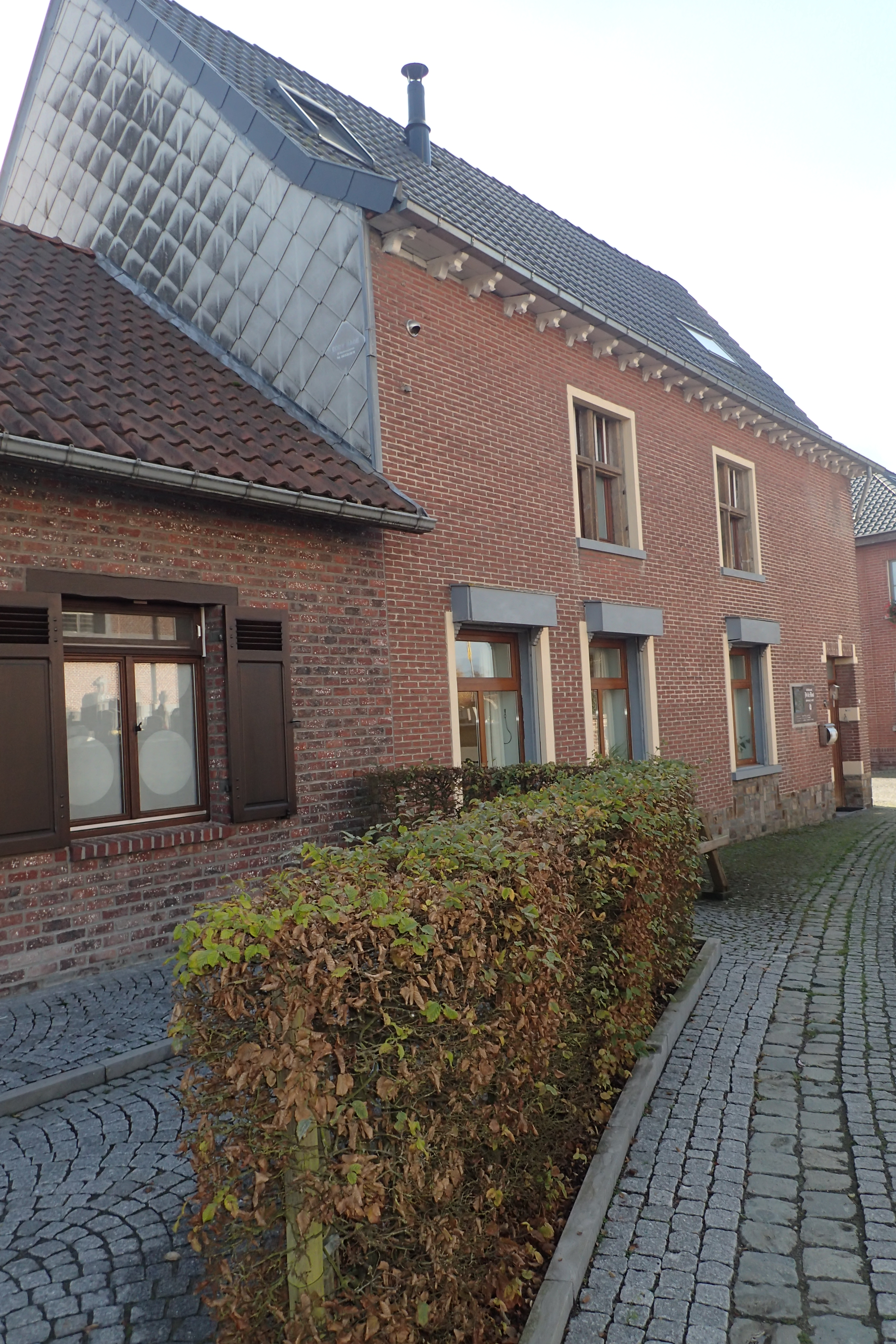
Het geboortehuis
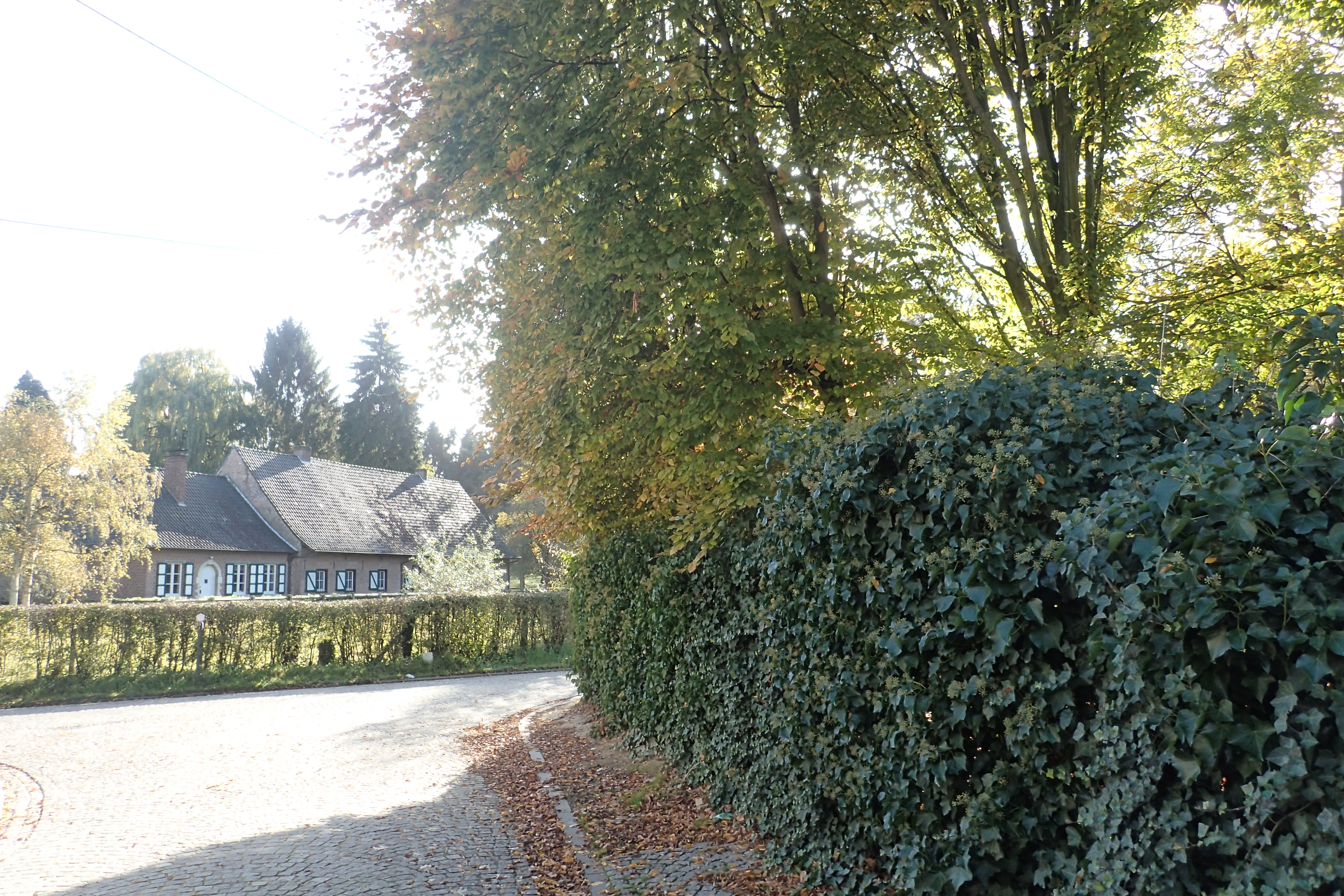
Zicht langsheen de route

## Cultuur
Wambeek staat binnen de eigen gemeente vooral gekend als Wammek. Als spotnaam dragen de inwoners "de Zotten van Wammek".

### Verenigingen
- KLJ Wambeek
- KWB Wambeek
- Davidsfonds Wambeek
- ZV Wambeek

### Culturele manifestaties
Wammekse Feesten
Sinds 1978 vinden in het dorp om de 10 jaar de Wammekse Feesten plaats. Het doel van deze is om het dorpsgevoel binnen de gemeente duurzaam te stimuleren en de inwoners van de verschillende wijken in contact te laten komen met de geschiedenis van het dorp.
Midzomer
Sinds 1993 wordt er jaarlijks tijdens het eerste weekend van augustus het Midzomer festival georganiseerd. Het 3-daags gebeuren werd tot 2019 standaard afgesloten met Strapatzen, een internationaal straattheater.
Sint-Remigiusommegang
Tot in de tweede helft van de 20ste eeuw vond jaarlijks de Sint-Remigiusommegang plaats om de heilige Remigius te eren. Tijdens de ommegang werd er gebeden om een gunst te vragen of uit dank voor een genezing van hoofdpijn of andere ziektes.

## Sport
Wambeek heeft sinds 1950 ook zijn eigen voetbalclub: KFC Wambeek. In 2019 fuseerde de ploeg met KSKL-Ternat tot KFC Wambeek-Ternat.

## Bekende Wambekenaren
- Pol de Mont, dichter (1857-1931)
- Paul Ricour, acteur (1943)
- Ann Ricour, actrice (1966)
- Birgit Van Mol, nieuwslezeres (1968)
- David Michiels, acteur (1976)
- Freaky Age, rockgroep

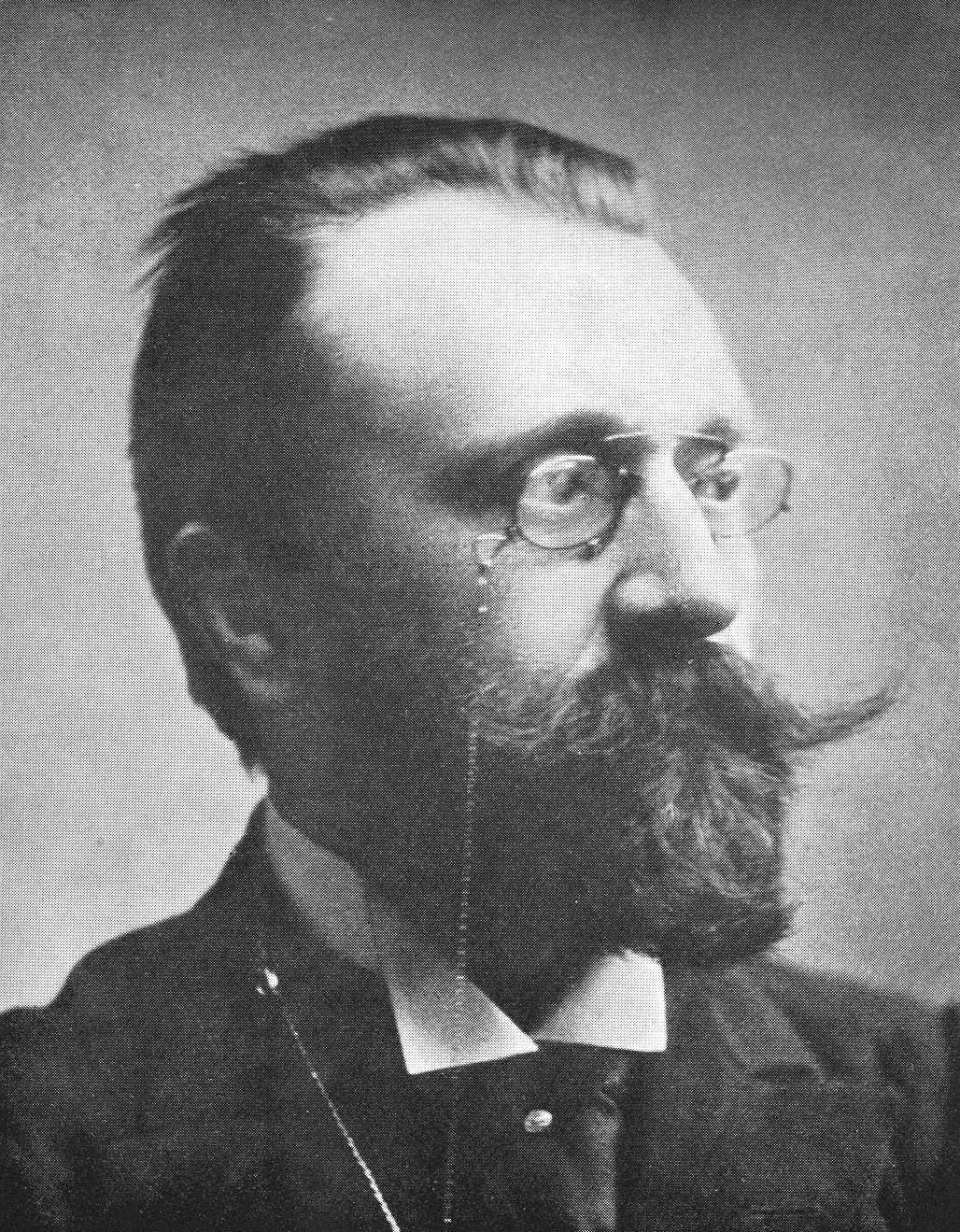
Pol de Mont
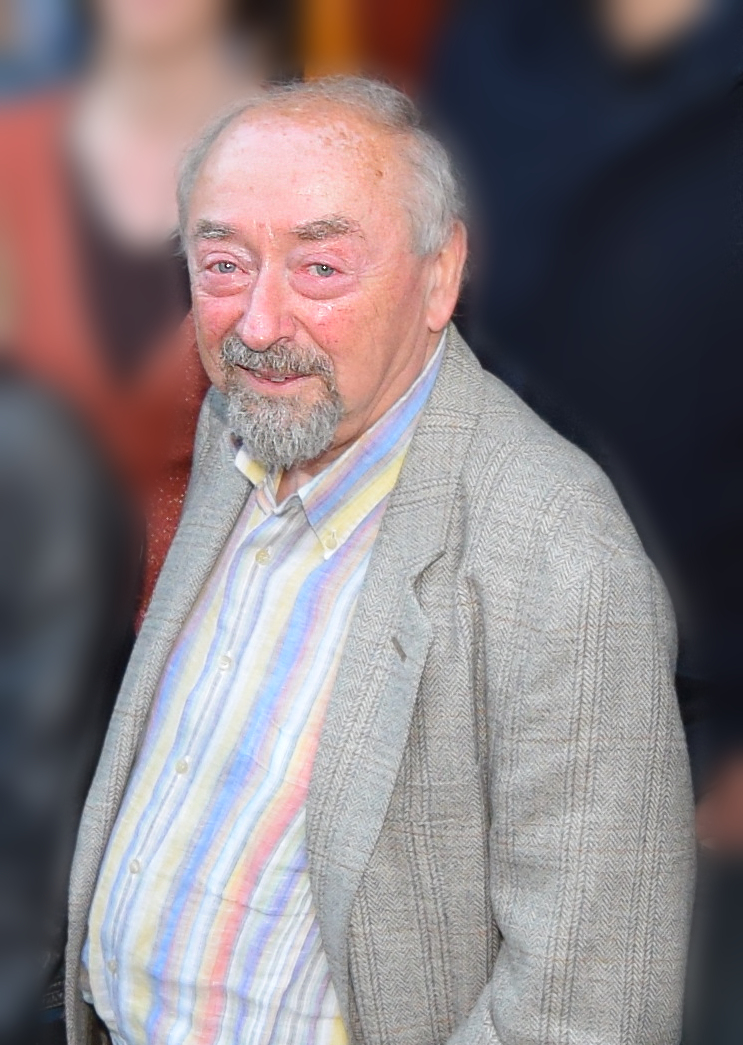
Paul Ricour
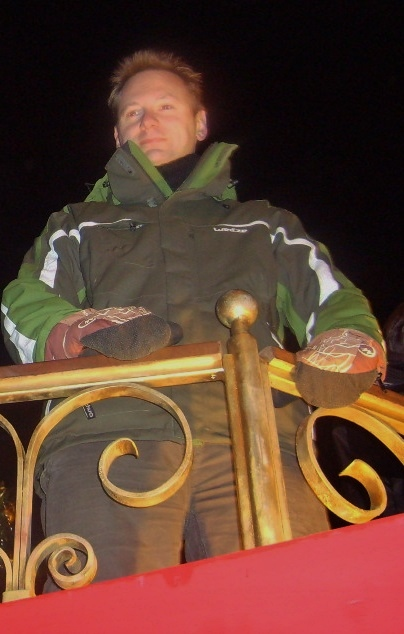
David Michiels
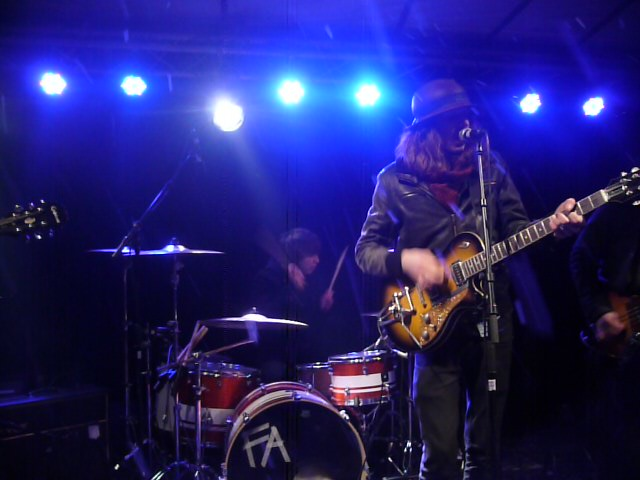
Freaky Age

## Nabijgelegen kernen
Ternat, Sint-Katherina-Lombeek, Borchtlombeek, Schepdaal

## Referentiewerken over Wambeek
- POODT, Th.: Geschiedenis van Ternat (Brussel, 1896. Heruitgave 1986).
- VAN EECKHOUDT, L. e.a.: Wambeek. Bijdragen tot de Geschiedenis (Hakendover, 1993)
- HERPELINCK, H.J.: Ternat doorheen de tijden (Ternat). Vier boekdelen, De Memoires van een dorp (1987), De Heren van Kruikenburg (1990), De Drie Parochiën (1993), De Drie Gemeenten (1999).